# Bundesratswahl 1991
Am 4. Dezember 1991 fanden in der Schweiz die Gesamterneuerungswahlen des Bundesrates statt. Die beiden Kammern des neu gewählten Parlaments, die Vereinigte Bundesversammlung, wählten die Regierung der Schweiz, den Bundesrat, für die von 1992 bis 1995 dauernde Amtszeit. Die Sitze wurden einzeln in der Reihenfolge des Amtsalters der Sitzinhaber bestellt.
Alle bisherigen Bundesräte traten zur Wiederwahl an und wurden jeweils im ersten Wahlgang bestätigt.

## Wahlen

### Erste Wahl (Sitz von Otto Stich, SP)

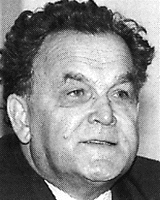
Otto Stich

Bundesrat Otto Stich (SP) war Vorsteher des Eidgenössischen Finanzdepartements (EFD). Er stellte sich als amtsältester Bundesrat als erster zur Wahl.
|                         | 1. Wahlgang |
| ----------------------- | ----------- |
| ausgeteilte Wahlzettel  | 243         |
| eingegangene Wahlzettel | 243         |
| leer/ungültig           | 17/0        |
| gültig Total            | 226         |
| absolutes Mehr          | 114         |
| Otto Stich              | 145         |
| Eduard Belser (SP)      | 33          |
| Verschiedene            | 48          |

### Zweite Wahl (Sitz von Jean-Pascal Delamuraz, FDP)

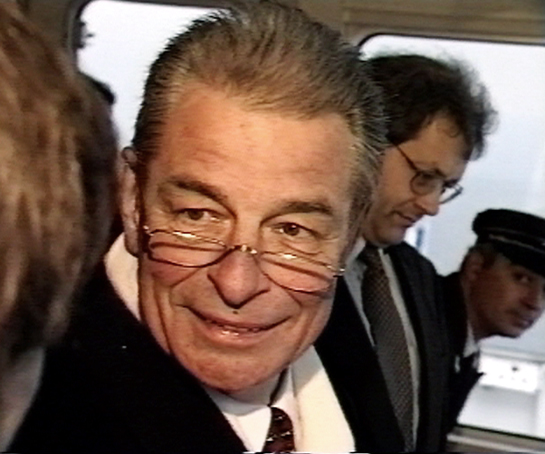
Jean-Pascal Delamuraz

Bundesrat Jean-Pascal Delamuraz (FDP) stand seit 1987 dem Volkswirtschaftsdepartement (EVD) vor.
|                         | 1. Wahlgang |
| ----------------------- | ----------- |
| ausgeteilte Wahlzettel  | 240         |
| eingegangene Wahlzettel | 240         |
| leer/ungültig           | 12/0        |
| gültig Total            | 228         |
| absolutes Mehr          | 115         |
| Jean-Pascal Delamuraz   | 172         |
| Yvette Jaggi (SP)       | 16          |
| Verschiedene            | 40          |

### Dritte Wahl (Sitz von Arnold Koller, CVP)

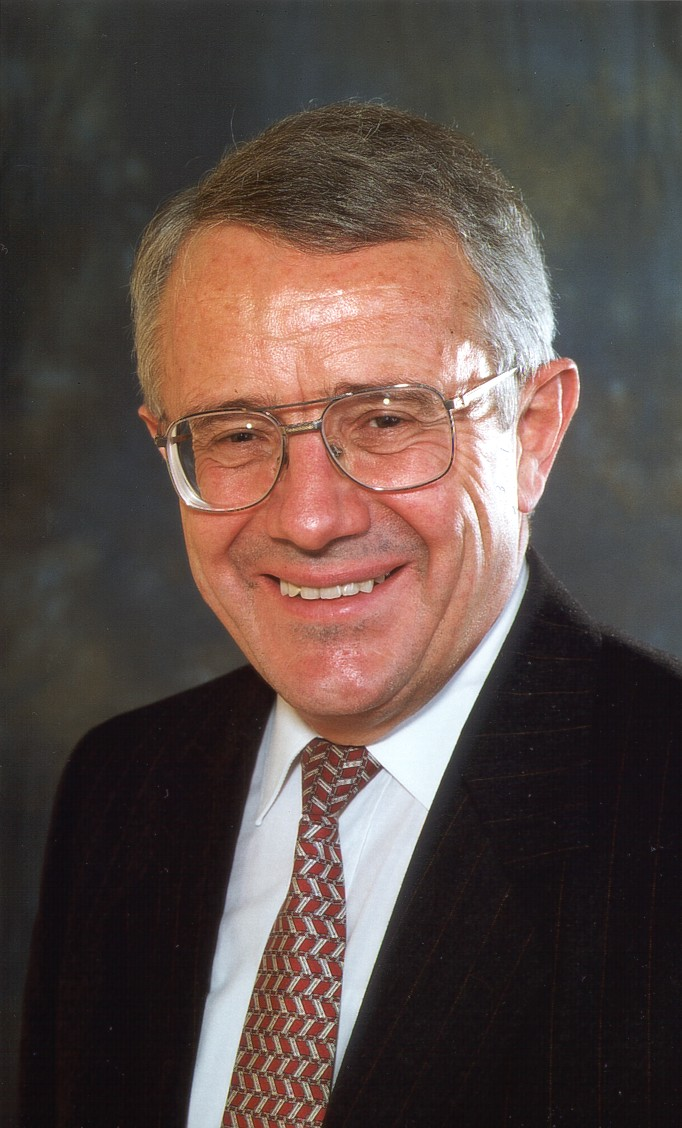
Arnold Koller

Bundesrat Arnold Koller (CVP) war seit 1989 Vorsteher des Eidgenössischen Justiz- und Polizeidepartementes (EJPD).
|                         | 1. Wahlgang |
| ----------------------- | ----------- |
| ausgeteilte Wahlzettel  | 243         |
| eingegangene Wahlzettel | 243         |
| leer/ungültig           | 19/0        |
| gültig Total            | 224         |
| absolutes Mehr          | 113         |
| Arnold Koller           | 132         |
| Judith Stamm (CVP)      | 27          |
| Peter Schmid (GPS)      | 16          |
| Paul Gemperli (CVP)     | 10          |
| Verschiedene            | 39          |

### Vierte Wahl (Sitz von Flavio Cotti, CVP)

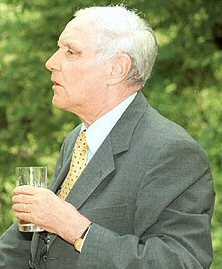
Flavio Cotti

Bundesrat Flavio Cotti (CVP) war seit 1987 Vorsteher des Eidgenössischen Departements des Innern (EDI).
|                            | 1. Wahlgang |
| -------------------------- | ----------- |
| ausgeteilte Wahlzettel     | 243         |
| eingegangene Wahlzettel    | 243         |
| leer/ungültig              | 19/1        |
| gültig Total               | 223         |
| absolutes Mehr             | 112         |
| Flavio Cotti               | 135         |
| Jean-Philippe Maitre (CVP) | 24          |
| Markus Kündig (CVP)        | 11          |
| Verschiedene               | 53          |

### Fünfte Wahl (Sitz von René Felber, SP)

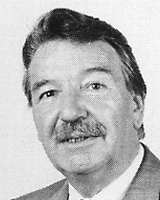
René Felber

Bundesrat René Felber (SP) war seit 1988 Vorsteher des  Eidgenössischen Departements für auswärtige Angelegenheiten (EDA).
|                         | 1. Wahlgang |
| ----------------------- | ----------- |
| ausgeteilte Wahlzettel  | 239         |
| eingegangene Wahlzettel | 238         |
| leer/ungültig           | 17/12       |
| gültig Total            | 209         |
| absolutes Mehr          | 105         |
| René Felber             | 144         |
| Gilbert Coutau (LPS)    | 14          |
| Ursula Mauch (SP)       | 13          |
| Verschiedene            | 38          |

### Sechste Wahl (Sitz von Adolf Ogi, SVP)

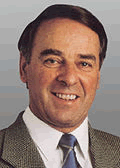
Adolf Ogi

Bundesrat Adolf Ogi (SVP) war seit 1988 Vorsteher des Eidgenössischen Verkehrs- und Energiewirtschaftsdepartements (EVED).
|                         | 1. Wahlgang |
| ----------------------- | ----------- |
| ausgeteilte Wahlzettel  | 240         |
| eingegangene Wahlzettel | 240         |
| leer/ungültig           | 22/2        |
| gültig Total            | 216         |
| absolutes Mehr          | 109         |
| Adolf Ogi               | 151         |
| Leni Robert (GPS)       | 19          |
| Christoph Blocher (SVP) | 10          |
| Verschiedene            | 36          |

### Siebte Wahl (Sitz von Kaspar Villiger, FDP)

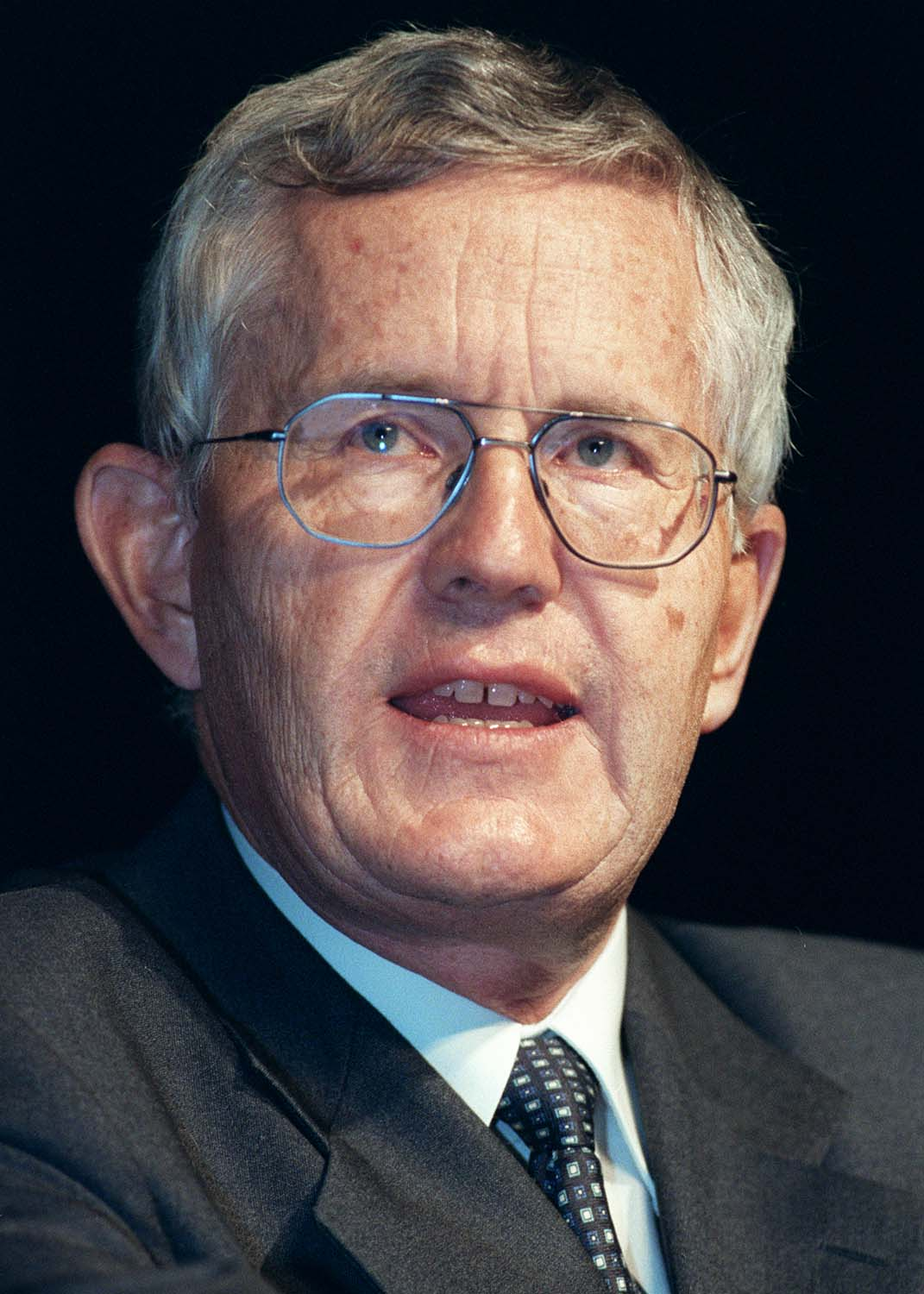
Kaspar Villiger

Bundesrat Kaspar Villiger (FDP) war seit 1989 Vorsteher des Militärdepartements (EMD).
|                         | 1. Wahlgang |
| ----------------------- | ----------- |
| ausgeteilte Wahlzettel  | 238         |
| eingegangene Wahlzettel | 238         |
| leer/ungültig           | 19/14       |
| gültig Total            | 205         |
| absolutes Mehr          | 103         |
| Kaspar Villiger         | 127         |
| Vreni Spoerry (FDP)     | 13          |
| Verschiedene            | 65          |

## Wahl des Bundeskanzlers

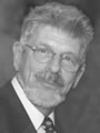
François Couchepin

Der amtierende Bundeskanzler François Couchepin, der ein halbes Jahr zuvor gewählt worden war, trat zur Wiederwahl an und wurde mit 156 Stimmen im Amt bestätigt.

## Wahl des Bundespräsidenten
René Felber wurde mit 158 Stimmen zum Bundespräsidenten für das Jahr 1992 gewählt, Adolf Ogi mit 163 Stimmen zum Vizepräsidenten.